# Dysenius
Dysenius là một chi bướm ngày thuộc họ Bướm nâu.

## Các loài
- Dysenius cruentus Scudder, 1872 (preocc. Hübner, [1819])